# Michael Curley
Joseph Michael Curley (ur. 12 października 1879 w Athlone, Irlandia, zm. 16 maja 1947 w Baltimore) – amerykański duchowny katolicki (pochodzenia irlandzkiego), arcybiskup Baltimore i Waszyngtonu.
Był jednym z jedenaściorga dzieci Michaela Curleya i Mary Ward. Po ukończeniu studiów m.in. w Dublinie i Rzymie otrzymał święcenia kapłańskie w 1903 r. i przeniósł się do USA, na Florydę. Dziesięć lat później został nominowany na biskupa St. Augustine na Florydzie. W chwili nominacji był najmłodszym biskupem na świecie.
W 1921 r. po śmierci prymasa Stanów Zjednoczonych, kardynała Jamesa Gibbonsa został mianowany jego następcą na stolicy arcybiskupiej w Baltimore. W 1939 r. utworzono nową archidiecezję Waszyngton, a abp Curley połączył swą osobą oba stanowiska. Dopiero po jego śmierci w 1947 urzędy rozdzielono.